# 小行星15499
小行星15499（15499 Cloyd）是一颗绕太阳运转的小行星，为主小行星带小行星。该小行星于1999年3月19日发现。

## 轨道参数
小行星15499的轨道半长轴为3.0052572 UA，离心率为0.091。